# Pertti Salolainen
Pertti Edvard Salolainen, né le 19 octobre 1940 à Helsinki, est un homme politique finlandais,.

## Biographie
En 1969, Pertti Salolainen obtient un master en économie de l'école supérieure de commerce de l'université Aalto.
En 1962-1965, il est journaliste et rédacteur en chef du journal télévisé de YLE.
De 1965 à 1966, il est le producteur des programmes financiers d'Yle, en 1966 le rédacteur de la version en finnois de BBC World Service à Londres et, de 1966 à 1969, le correspondant de Yle à Londres.

## Carrière politique
De 1972 à 1984, il est conseiller municipal d'Helsinki.
Il est élu député du Parti de la Coalition nationale (Kok) de 23.3.1970 à 1.10.1996 puis de 21.3.2007 à 16.4.2019 pour la circonscription d'Helsinki.
Ses résultats électoraux successifs sont:
| Élections législatives | Élections législatives | Élections législatives | Élections législatives |
| Année                  | Circonscription        | Voix                   | Résultat               |
| ---------------------- | ---------------------- | ---------------------- | ---------------------- |
| 1970                   | Helsinki               | 19 641                 | élu                    |
| 1972                   | Helsinki               | 12 402                 | élu                    |
| 1975                   | Helsinki               | 17 977                 | élu                    |
| 1979                   | Helsinki               | 26 562                 | élu                    |
| 1983                   | Helsinki               | 20 202                 | élu                    |
| 1987                   | Helsinki               | 18 324                 | élu                    |
| 1991                   | Helsinki               | 18 515                 | élu                    |
| 1995                   | Helsinki               | 16 002                 | élu                    |
| 2007                   | Helsinki               | 8 621                  | élu                    |
| 2011                   | Helsinki               | 6 205                  | élu                    |
| 2015                   | Helsinki               | 4 502                  | élu                    |

Il occupe les pistes de ministre suivants :
| #   | Gouv.   | Période               | Poste                             | Parti | Parti |
| --- | ------- | --------------------- | --------------------------------- | ----- | ----- |
| 65. | Aho     | 23.8.1991 - 13.4.1995 | Vice-Premier ministre de Finlande |       | Kok   |
| 65. | Aho     | 26.4.1991 - 13.4.1995 | Ministre des Affaires étrangères  |       | Kok   |
| 65. | Aho     | 26.4.1991 - 13.4.1995 | Ministre du Commerce extérieur    |       | Kok   |
| 64. | Holkeri | 30.4.1987 - 26.4.1991 | Ministre des Affaires étrangères  |       | Kok   |
| 64. | Holkeri | 30.4.1987 - 26.4.1991 | Ministre du Commerce extérieur    |       | Kok   |

De 1996 à 2004,  il est ambassadeur de Finlande à Londres.

## Reconnaissance
- Ordre du Lion de Finlande, 1994
- Récipiendaire de l'ordre de la Croix de Terra Mariana de deuxième classe, 2003[3]
- Titre honorifique de Ministre, 2004